# Timebomb (canção de Kylie Minogue)
"Timebomb" é uma canção da cantora australiana Kylie Minogue. A canção foi escrita por Karen Poole, Matt Schwartz e Paul Harris, enquanto a produção foi feita por Schwartz e Harris, que ajudou a produziu seu anterior álbum Aphrodite. Foi lançado como parte das comemorações do K25 Minogue, que comemora seus 25 anos na indústria da música. A canção foi lançada em 25 de maio de 2012,pela Parlophone, três dias antes do aniversário de 44 anos de Minogue.
Produzido por Schawrtz e Harris, "Timebomb" é uma canção mid-tempo dançante, que apresenta a música da casa futurista e riffs do disco, com riffs de guitarra e "whooooops". Enquanto a letra, a música fala sobre o motivo de sua necessária para obter todas as danças de seu feito antes de uma suposta "bomba relógio". Os críticos compararam a música para ela anterior de 2007 "Cherry Bomb" música inédita. "Timebomb" recebeu críticas positivas dos críticos mais música, que o classificou a canção como "incrível" e observando-o como um dos melhores da Kylie. Também foi listado pelo PopCrush a "Melhor Música de Dança de 2012".
A canção alcançou sucesso nas paradas moderada na Europa e Austrália, gráficos dentro do Top 40 na Austrália, Espanha, Irlanda, Nova Zelândia, Escócia e no Reino Unido. Ela vendeu 10.044 cópias em seus primeiros dois dias no Reino Unido. Tornou-se para Minogue seu primeiro número nos gráficos de Dança ARIA. Foi lançado na América do Norte, e cartografado em os EUA Hot Dance Club Músicas e no Canadá. Dirigido e editado por Christian Larson, o vídeo da música que acompanha o single foi filmado em Soho, Londres. O vídeo mostrou a dança Minogue em um quarto branco, e andando / dirigindo pelas ruas de Londres. O vídeo da música também recebeu comentários positivos da crítica, que observou Minogue re-invenção de seus singles anteriores "Spinning Around" (2000) e "Can't Get You Out Of My Head" (2002). Minogue cantou a música no The Voice.

## Antecedentes e escrita
No final de 2011, Minogue afirmou que ela estaria comemorando "K25", seu aniversário de vinte e cinco anos de carreira musical Minogue também foi introduzida no Hall of Fame ARIA. Em março de 2012, ela anunciou que iria estar começando a Anti Tour, uma série de concertos apresentando suas canções lado-B, demos e raridades. No início de 2012, foi anunciado que Minogue iria lançar um álbum de compilação com seus maiores sucessos em versões acústicas. Depois disso, Minogue anunciou o lançamento de seu álbum de grandes sucessos The Best of Kylie Minogue. Em maio de 2012, o Herald Sun anunciou Minogue iria lançar um single chamado "Timebomb". Seu website publicou uma contagem regressiva até a estreia da canção, com os fãs tendo de desbloquear a música através de tweets. Durante a contagem regressiva, a Parlophone anunciou que a canção estava entre os dez assuntos do momento no Twitter em todo o mundo.

## Lançamento
"Timebomb" foi lançada em 25 de maio de 2012, três dias antes do aniversário de Minogue. Digital Spy também exibiu uma prévia de 90 segundos do single em seu website. A canção foi escrita por Karen Poole, Matt Schwartz e Paul Harris e produzida por Schwartz e Harris. A canção foi lançada por todo o mundo Parlophone, e na Austrália e Nova Zelândia pela Warner Music Group. A canção foi enviado para estações de rádio na Nova Zelândia em 29 de maio de 2012. A canção foi lançada nos Estados Unidos e Canadá pela gravadora Astralwerks em 30 de maio de 2012. Uma versão estendida foi lançada online em todo o mundo, e foi incluída em um CD promocional sueco.
Minogue afirmou em uma entrevista com Perez Hilton que pretendia incluir "Timebomb" em seu décimo segundo álbum de estúdio, mas desistiu da ideia e, quando Perez explicou por que não foi incluída em qualquer álbum, ela afirmou: "É feito como parte de K25 [...] A tag K25 é porque é o meu 25.º ano na indústria da música. Então eu estou fazendo muitas coisas diferentes, mas mais notavelmente no dia 25 de cada mês fazemos um upload de uma surpresa no meu site. Então tweetando para desbloquear os fãs ficam realmente engajados, e ficam ocupados em laptops e celulares, ou o que seja para desbloquear". Em 26 de junho de 2012, foi anunciado pela EMI que, devido à forte promoção de "Timebomb", haveriam lançamentos de CDs físicos.

## Desempenho nas Paradas
| Chart (2012)                                   | Peak position |
| ---------------------------------------------- | ------------- |
| Austrália (ARIA)                               | 12            |
| (ARIA Dance Chart)                             | 1             |
| Canadá (Canadian Hot 100)                      | 73            |
| Bélgica (Ultratop 50 de Flandres)              | 43            |
| Bélgica (Ultratop 50 da Valônia)               | 49            |
| Finlândia (Suomen virallinen lista)            | 11            |
| França (SNEP)                                  | 46            |
| O campo songid é OBRIGATÓRIO PARA PARADA ALEMÃ | 56            |
| Hungria (Rádiós Top 40)                        | 19            |
| Irlanda (IRMA)                                 | 26            |
| Japão (Japan Hot 100)                          | 32            |
| Nova Zelândia (Recorded Music NZ)              | 33            |
| Países Baixos (Dutch Top 40)                   | 44            |
| Escócia (Scottish Singles Chart)               | 33            |
| Espanha (PROMUSICAE)                           | 20            |
| Reino Unido (UK Singles Chart)                 | 31            |
| Hot Dance Club Songs (Billboard)               | 1             |